# Печерниковский сельсовет (Московская область)
Печерниковский сельсовет — упразднённая административно-территориальная единица, существовавшая на территории Рязанской губернии и Московской области до 1954 года.
Печерниковский сельсовет был образован в первые годы советской власти. В конце 1920-х годов он входил в состав Зарайской волости Зарайского уезда Рязанской губернии.
В 1929 году Печерниковский с/с был отнесён к Зарайскому району Коломенского округа Московской области.
17 июля 1939 года к Печерниковскому с/с был присоединён Латыгорский с/с (селения Козловские Выселки и Латыгори).
14 июня 1954 года Печерниковский с/с был упразднён. При этом его территория была передана в Макеевский с/с.